# La Chasse au canard (pièce de théâtre)
Pour les articles homonymes, voir La Chasse au canard.

Oleg Dahl dans le rôle de Zilov orné de la couronne funéraire en début de pièce.

La Chasse au canard (en russe Утиная oхота) est une œuvre de l'auteur russe Alexandre Vampilov, écrite en 1967.

## Personnages
- Zilov : héros principal
- Galina : sa femme
- Irina : étudiante, nouvelle copine de Zilov, sa « fiancée »
- Kouzakov : son collègue de travail
- Saïapine : son collègue et ami
- Valeria : femme de Saïapine
- Kouchak : chef de Zilov et Saïapine
- Vera : ancienne amante de Zilov
- Dima : serveur au restaurant, ami de Zilov

## Résumé
L'action principale de la pièce dure globalement une journée et se déroule principalement dans l'appartement de Zilov. Les événements sont entrecoupés de retours dans le passé et de visions dans le futur du héros.
Un matin de pluie dans l'appartement de Zilov apparaît un garçon avec une couronne funéraire :  « Au regretté Zilov Viktor Aleksandrovitch mort prématurément épuisé par son travail ». C'est une blague que Saïapine et Kouzakov ont inventée. Zilov se met cependant à imaginer son enterrement qui réunit ses amis.
Zilov essaye de joindre Vera, Saïapine, Kouzakov et Irina ; il a besoin de parler à quelqu'un mais ils sont tous indisponibles. Le héros se replonge alors dans ses souvenirs.
Le premier souvenir : Zilov et Saïapine dînent dans le café Nezaboudka (myosotis ou "ne-m'oubliez-pas") avec leur patron Kouchak. Grâce à lui, Zilov a récemment obtenu un appartement et s’apprête le soir même à célébrer la pendaison de crémaillère. Apparaît alors Vera, l'ancienne maîtresse de Zilov qui, flirtant avec Kouchak, s'impose à la pendaison de crémaillère. Zilov se voit obligé de l'accepter.
Le soir, dans le nouvel appartement encore vide de Zilov, arrivent Saïapine avec Valeria, Kouchak, Kouzakov et Vera que Zilov présente comme une amie de Kouchak. Lors de la pendaison de crémaillère se révèle l'attitude des protagonistes envers Zilov : Saïapine est jaloux de lui et Kouchak fait clairement comprendre qu'il ne l'apprécie pas comme employé. À la fin de la soirée, Galina confesse à son mari qu'elle veut un enfant, mais Zilov réagit froidement.
Le deuxième souvenir : Zilov et Saïapine sont au travail au Bureau central de l'information technique. Kouchak exige d'eux de toute urgence un article sur la modernisation de la production et Zilov décide de rendre, à la place de l'article demandé, le projet de rénovation de l'usine de porcelaine (qui étaient déposé dans leur bureau depuis un an). À ce moment, une lettre de son père lui est apportée, lettre dans laquelle son père lui demande de lui rendre visite car il est en train de mourir. Mais Zilov n'y fait pas attention, s’agaçant du fait que son père lui envoie ce genre de lettre chaque année.
Par la suite, Irina passe dans son département à la recherche de la rédaction afin de déposer une annonce. Zilov lui ment en disant que la rédaction se trouve exactement ici. Il démarre alors la conversation avec elle et l'invite à prendre un verre le soir-même. Galina l'avait appelé avant qu'il ne parte du travail, lui demandant de rentrer tout de suite : elle a appris qu'elle était enceinte. Zilov lui avait alors promis de passer mais plus tard dans la soirée, ce qui avait beaucoup énervé Galina.
Le troisième souvenir : Zilov rentre à la maison au petit matin prétextant avoir été envoyé la veille en urgence pour un voyage d'affaires à une usine de porcelaine, mais Galina ne le croit pas : il a été vu la veille au soir dans la ville. Elle lui dit qu'elle a avorté et qu'elle veut cesser leur relation. Zilov tente de la calmer, la prie de le croire, rappelle à Galina la soirée lors de laquelle ils se sont exprimés leur amour. Néanmoins, la scène romantique se transforme en farce.
Le quatrième souvenir : Kouchak découvre que l'information dans l'article de Zilov et Saïapine ne correspond pas à la réalité : la reconstruction de l'usine n'a jamais été faite. Il a besoin d'explication et Zilov, à la demande de Saïapine, assume la responsabilité. Kouchak menace alors Zilov de licenciement.
Un peu plus tard, on apporte un télégramme à Zilov : son père est mort. Il s'apprête à partir immédiatement et demande à sa femme de lui apporter de l'argent au café Nezaboudka : il a donné rendez-vous à Irina au même endroit et s'efforce donc d'en finir rapidement avec Galina. Mais celle-ci retourne au café en s'inquiétant qu'il parte sans avoir pris ses affaires. Mais lorsque Galina rentre dans le café elle surprend Zilov avec Irina. Confuse, Irina découvre que Zilov est marié.
Cinquième souvenir : Galina part se reposer chez son oncle pendant un mois. À peine partie, Zilov en profite pour appeler Irina et lui demande de venir à la maison. Mais Galina revient soudainement en arrière et avoue à Zilov ne pas aller chez son oncle, mais chez un ami d'enfance qui est toujours amoureux d'elle. Zilov bouillonne, tente de la retenir, mais Galina sort en courant de l'appartement et ferme la porte derrière elle. Zilov essaye de la retenir une nouvelle fois, en lui disant à travers la porte qu'il regrette et que pour la première fois il est sincère. Mais de l'autre côté de la porte se trouve déjà Irina...
Le sixième souvenir : au café Nezaboudka, Zilov est avec ses amis. Le lendemain, lui et Dima vont à la chasse, et Zilov espère enfin avoir de la chance. Quand débarquent Saïapine, Kouchak, Kouzakov en compagnie de Vera et Irina, Zilov est déjà ivre. Il commence à démasquer ses invités, orchestrant une scène minable. Tout le monde s'en va, Zilov finit par appeler le serveur et celui-ci le frappe au visage. Quand Saïapine et Kouzakov reviennent chercher leur camarade, il est déjà inconscient sous la table (« comme un cadavre »), remarque Kouzakov, et une idée leur vient de lui faire une blague le lendemain matin.
Une nouvelle fois Zilov imagine ses funérailles.
Il appelle le serveur et lui annonce qu'il renonce à aller à la chasse, puis téléphone à ses amis et leur dit de venir à ses funérailles. Ensuite il écrit une lettre d'adieu et va se tirer une balle avec son fusil, mais il est stoppé par la sonnerie du téléphone. À ce moment arrivent Kouzakov et Saïapine. Zilov, vexé qu'il ait été interrompu, accuse ses amis de vouloir s'emparer de son appartement et les chasse. Quand Kouzakov tente de le calmer, Zilov pointe son fusil sur lui. Après leur départ, Zilov s'affale sur son lit et y reste immobile un certain temps, « il pleure ou rit, il est impossible de savoir ». Ensuite il appelle le serveur et lui signale calmement qu'il est prêt à aller chasser.

## Publication
La Chasse au canard a été publiée la première fois en 1970 dans l'agenda Angara. Avant, la pièce aurait dû être publiée dans le journal Novy Mir (Nouveau Monde) mais le comité décisionnaire n'a pas réussi à recueillir l'unanimité. La raison officielle de ce refus était que « Nouveau Monde ne publie pas de pièce ».
Par miracle, la pièce parut dans Angara sans aucune censure. Le rédacteur principal, Marc Sergueïev, profita du fait que le chef de la censure était en vacances pour publier La Chasse au canard.
Peu de temps après, une dénonciation de Vampilov a été déposée au Comité social du parti communiste puis au Comité général du parti communiste. Il s'est avéré qu'il existait à Irkoutsk un bureau technique de l'information (le même que dans la pièce, lieu où travaillent Zilov, Saïapine et Kouchakov) dont les employés ont accusé Vampilov de diffamation.
En 1972, après la mort de Vampilov, Marc Sergueïev a essayé de publier les œuvres de Vampilov dans une édition en un volume.  
Le directeur de l'édition de l'Est de la Sibérie a accepté de le publier mais sans La Chasse au canard. Sergueïev récupéra le manuscrit et le transmit à Moscou à la maison d'édition Iskousstvo (Art) et, en 1975, un recueil Izbrannoïe (Des meilleures œuvres) de Vampilov a vu le jour avec la pièce.